# Maria Marszał
Maria Marszał z domu Nuckowska (ur. 27 czerwca 1945 w Lipnikach) – polska działaczka partyjna i państwowa, w latach 1984–1990 wicewojewoda przemyski.

## Życiorys
Córka Mariana i Józefy. Ukończyła studia wyższe, od 1976 była słuchaczką studiów doktoranckich w Wyższej Szkole Nauk Społecznych przy KC PZPR. W 1969 wstąpiła do Polskiej Zjednoczonej Partii Robotniczej. W 1975 została sekretarzem ds. rolnych w Komitecie Powiatowym PZPR w Lubaczowie. W latach 1975–1976 była starszym inspektorem i zastępcą kierownika w Wydziale Rolnym i Gospodarki Żywnościowej Komitetu Wojewódzkiego PZPR w Przemyślu. Od 1978 do 1980 pozostawała sekretarzem w KW PZPR w Krośnie. Od 1984 do 1990 pełniła funkcję wicewojewody przemyskiego. Od 2001 do 2005 była sekretarzem Regionalnej Izby Gospodarczej w Przemyślu.